# ژاکوس بابینه
 ژاکوس بابینه (انگلیسی: Jacques Babinet؛ زاده ۵ مارس ۱۷۹۴ درگذشته ۲۱ اکتبر ۱۸۷۲) یک دانشمند اهل فرانسه بود.